# Batrachedra microtoma
Batrachedra microtoma là một loài bướm đêm thuộc họ Blastobasidae. Nó được tìm thấy ở miền nam Queensland to central New South Wales.
Adults are small và grey. They have a few fine dark sports hoặc markings on their forewings.